# Cast of Thousands
Cast of Thousands je druhé studiové album britské alternativní rockové skupiny Elbow, vydané v srpnu 2003 u vydavatelství V2 Records. Ve Spojených státech amerických album vyšlo až v lednu 2004. Vedle klasické verze vyšlo album také ve speciální verzi doplněné o DVD s videoklipy k jednotlivým písním. Píseň „Snooks (Progress Report)“ byla pojmenována podle bluesového hudebníka Snookse Eaglina.

## Seznam skladeb
Autory veškeré hudby jsou členové skupiny Elbow; texty napsal zpěvák Guy Garvey.
| Pořadí | Název                    | Délka |
| ------ | ------------------------ | ----- |
| 1.     | Ribcage                  | 6:27  |
| 2.     | Fallen Angel             | 4:07  |
| 3.     | Fugitive Motel           | 5:51  |
| 4.     | Snooks (Progress Report) | 4:00  |
| 5.     | Switching Off            | 5:05  |
| 6.     | Not a Job                | 4:23  |
| 7.     | I've Got Your Number     | 4:48  |
| 8.     | Buttons and Zips         | 3:57  |
| 9.     | Crawling with Idiot      | 4:41  |
| 10.    | Grace Under Pressure     | 4:57  |
| 11.    | Flying Dream 143         | 1:48  |

## Obsazení

### Elbow
- Guy Garvey – zpěv, kytara
- Mark Potter – kytara, doprovodné vokály
- Craig Potter – klávesy, doprovodné vokály
- Pete Turner – baskytara
- Richard Jupp – bicí

### Ostatní hudebníci
- London Community Gospel Choir – doprovodné vokály
- Jimi Goodwin – doprovodné vokály
- Marcus Garvey – doprovodné vokály
- Beckie Garvey – doprovodné vokály
- Gina Garvey – doprovodné vokály
- Cathy Davey – doprovodné vokály
- Ian Burdge – aranžmá
- Ian Burdge – violoncello
- Chris Worsey – violoncello
- Stephen Bussey – housle
- Catherine Browning – housle
- Everton Nelson – housle
- Maya Bickel – housle
- Alison Dods – housle
- Gillon Cameron – housle
- Giles Broadbent – housle
- Sally Herbert – housle